# Java (Dakota Południowa)
Java – miasto w Stanach Zjednoczonych, w stanie Dakota Południowa, w hrabstwie Walworth.